# 기비국

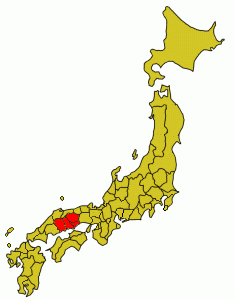

기비노쿠니(일본어: 吉備国 기비노쿠니[*])는 일본의 옛 구니 중 하나로 오늘날의 오카야마현, 히로시마현 동부에 해당한다. 7세기 말에 비젠국(備前国), 빗추국(備中国), 빈고국(備後国)으로 분할되었고 8세기에 비젠 국으로부터 미마사카국이 분리되었다. 분할된 삼국 이름의 첫 글자는 기비 국으부터 온 것이고 교토로부터의 거리에 따라 각각 전방, 중앙, 후방을 의미하는 "젠(前)", "추(中)", "고(後)" 자가 덧붙여진 것이다.